# Iraki háború
Az iraki háború egy nyolc évig elhúzódó fegyveres konfliktus volt, amely 2003-ban kezdődött az Egyesült Államok által irányított katonai koalíció által Irakba indított invázióval, amely megdöntötte Szaddám Huszein kormányát és kaotikus helyzetet idézett elő az országban. A konfliktus a következő évtized nagy részében folytatódott, mivel felkelés tört ki a megszálló erők és az invázió után újonnan megalakult iraki kormány ellen. A konfliktus első három-négy évében becslések szerint 151 000–600 000 iraki halhatott meg. 2011-ben hivatalosan az amerikai csapatokat teljesen kivonták, de amerikai katonák tovább állomásoztak Irakban, a legtöbbet a szíriai polgárháború kirobbanása után újból aktivizálták. Az invázió a nemzetközi terrorizmus és annak támogatói elleni háború részeként lett meghirdetve, George W. Bush amerikai elnök elnöklése alatt, körülbelül másfél évvel a szeptember 11-i terrorista támadások után.
2002 októberében a Kongresszus felhatalmazta Bush elnököt arra, hogy katonai akciót indítson Irak ellen. Az iraki háború 2003. március 20-án kezdődött, amikor az Egyesült Államok, az Egyesült Királyság és több szövetséges csatlakozásával, „sokkoló és félelmetes” bombázást indított. A kormányt támogató iraki haderőket gyorsan legyőzték, amikor az Egyesült Államok vezette koalíciós haderő végighaladt az országon. Az invázió a baaszista kormány összeomlásához vezetett; Szaddamot ugyanazon év decemberében a „Vörös hajnal” művelet keretei között fogták el, és három évvel később egy katonai bíróság halálra ítélte és kivégezte. Szaddam elhalálozását és a megszállás rossz irányítását követő hatalmi vákuum azonban vallási ellentétet szított a síita és a szunnita iszlám között, valamint hosszadalmas fegyveres ellenállást váltott ki az Egyesült Államok és a koalíciós erők ellen. Számos erőszakos lázadó csoportot támogatott Irán és az al-Kaida Irakban. Az Egyesült Államok 2007-ben a katonai csapatainak megnövelésével válaszolt, ezzel mintegy 170 000 katonát vezényelve Irakba. A csapatok növekedése nagyobb biztonságot adott Irak kormányának és az új iraki hadseregnek, ami így sikeres volt. Barack Obama elnök vezetése alatt az USA iraki háborúban való részvételének felszámolása felgyorsult. Az USA 2011 decemberéig hivatalosan kivonta minden ott állomásozó katonai csapatát Irak területéről.
A Bush-kormányzat a háború indokolását elsősorban arra az állításra alapozta, hogy Irak, (amelyet az USA az 1990–1991 Öbölháború óta ellenségnek tekintett), állítólag tömegpusztító fegyverekkel rendelkezik, és hogy az iraki kormány fenyegetést jelent az Egyesült Államok és szövetségesei számára. Néhány amerikai tisztviselő hamisan vádolta Szaddám Huszeint az al-Kaida támogatásával, míg mások megemlítették az elnyomó diktatúra megszüntetésének és a demokrácia iraki néphez való eljuttatásának vágyát. Egy 2004-ben, a szeptember 11-i bizottság által közzétett nyilatkozat szerint nincs bizonyíték arra, hogy Szaddám Huszein kormánya és az al-Kaida együttműködött volna egymással. Irakban soha nem találtak tömegpusztító fegyvereket vagy tömegpusztító fegyverek előállítására szolgáló létesítményeket. Ez azért lényeges, mert a Bush-adminisztráció tisztviselői számos állítást említettek meg a Szaddám Huszein és az Al-Kaida állítólagos kapcsolatról és a tömegpusztító fegyverekről, amelyek vázlatos bizonyítékokon alapultak és amelyeket hírszerzési tisztviselők is megerősítettek. Az Egyesült Államok iraki háború előtti hírszerzéseinek indokolása súlyos kritikával szembesült mind hazai, mind nemzetközi szinten. A háború megindításáról szóló brit nyomozást, a Chilcot-jelentést 2016-ban tették közzé, amelyben arra a következtetésre jutottak, hogy szükség lehetett katonai fellépésre, ám akkor nem ez volt a legvégső lehetőség, és hogy az Egyesült Államok által indított invázió Irakot sújtó következményeit alábecsülte.
Az invázió következményeként Irakban 2005-ben többpárti választásokat tartottak. 2006-ban Núri el-Máliki lett miniszterelnök és 2014-ig maradt hivatalban. Az el-Máliki-kormány olyan politikát folytatott, ami miatt széles körben úgy vélték, hogy az ország szunnita kisebbsége veszélybe került ami egyre növekvő vallási feszültségeket kreált. 2014 nyarán az Iraki és Levantei Iszlám Állam (ISIL) katonai támadást indított Irak északi részén, és az elfoglalt területet iszlám kalifátussá nyilvánította ki, ami egy újabb katonai beavatkozást eredményezett az Egyesült Államok és szövetségesei részéről. Az invázió következményeként fontos megemlíteni, hogy Irakban a mai napig is vannak terrorista merényletek, a közbiztonság kaotikus állapotban van, és a terrorizmus teljesen áthatja az országot.

## Szaddám HuszeinIrakja és a háborút megelőző okok
A Szaddám Huszein rezsimmel szembeni erős nemzetközi ellenállás az iraki 1990-es invázió után kezdődött. A nemzetközi közösség elítélte az inváziót, és 1991-ben az Egyesült Államok vezette katonai koalíció az Öbölháborút indította Irak Kuvaitból való kiszorítására, amely hadművelet sikerrel járt. Az Öbölháború után az Egyesült Államok és szövetségesei megpróbálták Szaddámot nyomás alá helyezni az ún. elszigetelési politikával. Ez a politikai taktika számos gazdasági szankciót tartalmazott az ENSZ Biztonsági Tanács részéről: az Egyesült Államok és az Egyesült Királyság az iraki kormány légitámadása miatt -az iraki kurdisztáni kurdok és a déli síita kurdok védelme érdekében- repüléstilalmi zónákat hozott létre és folyamatos ellenőrzéseket tartottak annak biztosítása érdekében, hogy Irak betartsa az ENSZ tömegpusztító fegyverekkel kapcsolatos határozatát.
Az ellenőrzéseket az Egyesült Nemzetek Különbizottsága (UNSCOM) végezte. Az UNSCOM a Nemzetközi Atomenergia Ügynökséggel (NAÜ) együttműködve annak biztosítására törekedett, hogy Irak leszerelje vegyi, biológiai és nukleáris fegyvereit és létesítményeit. Az Öbölháborút követő évtizedben az Egyesült Nemzetek Szervezete tizenhat Biztonsági Tanács által meghozott határozatot fogadott el, amelyben felszólította Irakot a tömegpusztító fegyverek teljes leszerelésére. A tagállamok hangot adtak a csalódásuknak, miszerint az évek során Irak sokszor akadályozta a különleges bizottság munkáját, és nem veszi komolyan a leszerelési kötelezettségeit. Az iraki tisztviselők zaklatták az ellenőröket és nem egyszer akadályozták munkájukat. 1998 augusztusában az iraki kormány teljes mértékben felfüggesztette az ellenőrökkel folytatott együttműködést, állítva, hogy az ellenőrök az Egyesült Államok érdekében kémkednek. Ez az állítás később igaznak bizonyult.
1998 októberében az iraki kormány megdöntése fontos amerikai külpolitikai programmá vált az Egyesült Államok által meghozott Iraki felszabadítási törvény (Iraq Liberation Act) elfogadásával. A törvény 97 millió dollárt nyújtott az iraki "demokratikus ellenzéki szervezeteknek" az "iraki demokráciához való átmenetet támogató program létrehozására". Ez a jogszabály ellentétben áll az Egyesült Nemzetek Biztonsági Tanácsa 687-es határozatában foglalt feltételekkel, amelyek a fegyverekre és a fegyverprogramokra összpontosítottak, de egyáltalán nem említettek az iraki kormány megdöntésére irányuló cselekményeket. Egy hónappal az Iraki felszabadítási törvény elfogadása után az Egyesült Államok és az Egyesült Királyság megindított egy légi hadműveletet Irak ellen, mely a „Desert Fox” nevet kapta. A hadművelet kifejezett indokolása az volt, hogy akadályozza Szaddám Huszein kormányának a kémiai, biológiai és nukleáris fegyverek előállítására való törekvéseit, ám az amerikai hírszerző személyzet azt is remélte, hogy ez meggyengíti Szaddám hatalmi viszonyát.
George W. Bush elnökválasztását követően, 2000-ben, az Egyesült Államok egy agresszívebb Irak elleni politikát kezdett el folytatni. A Republikánus Párt kampányplatformja a 2000. évi választásokon célul tűzte ki az Iraki felszabadítási törvény teljes végrehajtását, mint kiindulási pontot Szaddám hatalmának megdöntése érdekében. A szeptember 11-i támadásokig azonban kevés hivatalos megmozdulás történt az a törvény végrehajtása érdekében.

Szaddám Huszein volt iraki elnök

Az inváziót megelőzően az USA és az első öbölháborúban részt vevő koalíciós erők (Nagy-Britannia, Franciaország) kisebb konfliktusba keveredtek Irakkal, amikor az 1991-ben kijelölt déli és északi tiltott légtérbe kétszer beléptek iraki gépek. Ezután az iraki légvédelem többször célba vett őrjáratozó amerikai és brit vadászgépeket.
2002 közepétől az Egyesült Államok megváltoztatta válaszstratégiáját, és több gépet küldött a tiltott légtérbe, és elkezdte megsemmisíteni az iraki légvédelem egységeit. 2002 márciusában még egyetlen bombát sem dobtak le, áprilisban 0,3 tonnát, május-augusztusban 8-14 tonnát, szeptemberben pedig már 54,6 tonnát.
A légvédelem és az amerikai gépek közti összetűzések és bombázások ezután mindennapossá váltak, a legnagyobb légicsapás szeptember 5-én történt 100 repülőgép bevonásával, mely egy nagyobb védelmi központot támadott Irak nyugati részén. Már ekkor felmerültek kétségek a támadás jogosságával kapcsolatban, mivel a hivatalos álláspont szerint a síiták elleni támadásokat akarták megelőzni ezzel, de ennek a hadműveletnek a helyszíne messze volt a síiták védelmét biztosítandó területektől. A támadás helyszíne inkább a Jordániából behatoló speciális egységeket segítette, melyek így észrevétlenül juthattak az országba.

## A háború célkitűzései az Egyesült Államok részéről
Az Egyesült Államok az Irak elleni támadásával sok, egymástól néhol különböző dolgot akart elérni. A legfőbb és legközismertebb célok közé tartozott az iraki, Szaddám Huszein által vezetett kormány megdöntése és a demokratikus állam megteremtése Irakban, a terrorista szervezetek, legfőképpen az al-Kaida felszámolása, illetve a tömegpusztító fegyverek megtalálása és megsemmisítése. A humanitárius segélyeket mindenképpen el akarták juttatni az iraki néphez, ugyanis Madeleine Albright volt külügyminiszter szerint Irakban Szaddám Huszein rezsime alatt félmillió gyermek halhatott meg a segélyek hiánya miatt.
Irak olajkészletei kulcsfontosságúak voltak a nemzetközi kőolaj-piacon, ezért az Egyesült Államok érdeke volt, hogy ellenőrzése alá vonja a kőolaj-kitermelést teljes egészében., ezzel saját magának is jókora nyereséget termelve. Sokak szerint az Egyesült Államok az iraki olajmezők birtoklása miatt indította el a háborút Irak ellen, de ezt egyetlen hivatalos forrás és a Fehér Ház sem erősítette meg soha. Az iraki inváziót bírálók szerint azért indítottak az állítólagos tömegpusztító fegyverek ürügyén háborút Irak ellen a nyugati hatalmak, hogy az új fejlesztésű fegyverek és hadi technológia egy részét élesben lehessen tesztelni. Az iraki invázió hazugságra épült, hiszen a brit kormány állításaival szemben Szaddám Husszeinnek nem voltak 45 percen belül bevethető tömegpusztító fegyverei. Katharine Gun, az angol titkosszolgálat fordítója kiszivárogtatott egy fontos információt az újságíróknak arról, miként manipulálja a közvéleményt és az ENSZ döntéshozóit a brit kormány. Olyan dokumentumot adott az újságírók kezébe, ami megmutatta, hogy az úgynevezett iraki fegyverdosszié állításai alaptalanok, azért sugallják iraki tömegpusztító fegyverek létét, hogy háborút lehessen indítani az ország ellen.
A Bush-kormány soha nem volt népszerűbb, mint a 2001. szeptember 11-i terrortámadások utáni válaszcsapás megindítása után.

## A 2003-as invázió
Az első CIA-ügynökök 2002. július 10-én érkeztek Irakba. Ez a csapat a CIA Különleges Tevékenységi Osztályának tagjaiból állt, majd később az Egyesült Államok hadseregének Közös Speciális Műveleti Parancsnokságának (JSOC) tagjai is csatlakoztak hozzájuk. A legfontosabb, hogy erőfeszítéseik révén a kurd Pesmerga szervezete az invázió északi frontjává vált. Ez az erő együttesen legyőzte az Anszár al-Iszlám erőit az Iraki Kurdisztánban, az invázió előtt, majd legyőzte az iraki hadsereget is északon. Az Anszár al-Iszlám ellen „Viking Hammernek” nevezett hadművelet jelentős számú harcos halálához vezetett, a Sargat tábor otthont adott az Anszar al-Iszlám radikális iszlám militáns csoportnak, ahol vegyi fegyverekhez köthető létesítményt fedeztek fel.

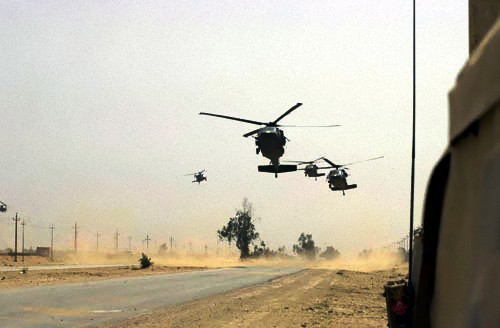
Blackhawk típusú helikopterek az invázió első hadműveleteiben

2003. március 20-án, bagdadi idő szerint délután 17 óra 34 perckor megkezdődött Irakban a katonai invázió: Bagdadban sok fontos kormányzati épületet bombatalálat ért, eleinte a várost éjjelente folyamatosan bombázták. A 2003-as iraki inváziót Tommy Franks amerikai hadseregtábornok vezette „Iraqi Freedom” hadművelet keretein belül, az Egyesült Királyság „Operation Telic” kódnév, az ausztrál csapatok pedig az „Operation Falconer” kódnév alatt kezdték meg a hadműveleteket.
A koalíciós erők együttműködtek az kurd Pesmerga erőivel is. Körülbelül negyven másik ország kormánya, a „Hajlandók Koalíciójának” csapataival, felszerelések, szolgáltatások, biztonsági és különleges erők biztosításával vett részt 248 000 katonával. Az koalíciós erőket támogatták az iraki kurd milícia csapatai is, amelynek létszáma egyes becslések szerint 70 000 főből állt.
A koalíciós csapatok légi és partraszálló támadásokat hajtottak végre az Al-Faó-félszigeten, hogy megóvják az ott található olajmezőket és a kiemelt kikötőket. Ezen támadásban részt vett a Brit Királyi Haditengerészet, a Lengyel Haditengerészet és az Királyi Ausztrál Haditengerészet. Az Egyesült Államok Tengerészeti Hadtestének 15. tengeri expedíciós egysége, (amely a 3. Kommandós brigádhoz tartozott) és a lengyel különleges erők (GROM) együttesen megtámadták Umm Kászr kikötőjét, míg a brit hadsereg 16. légi támadási dandárja ellenőrzés alá vonta az olajmezőket Irak déli részén.
Az USA 3. gyalogos divíziójának nehéz páncélos egysége nyugatra, majd észak felé haladt át a nyugati sivatagon Bagdad felé, míg az 1. tengeri expedíciós erők keletibb irányban haladtak az 1-es számú autópálya mentén az ország középső részén. A brit 1. páncélos hadosztály észak felé haladt keresztül az országon. Az Egyesült Államok 1. Tengerészeti Divíziója Nászirijjában harcolt a fő közúti csomópont elfoglalása érdekében. Az Egyesült Államok Hadseregének 3. gyalogos hadosztálya legyőzte a Talil repülőterét és annak környékét védő iraki katonákat.
A nászirijjai Talil repülőteret (ma Imám Ali légibázis) ellenőrzés alatt tartva a 101. légi hadosztály támogatásával a 3. gyalogos divízió folytatta támadását észak felé Nadzsaf és Kerbala városai felé, de egy erős homokvihar lelassította a koalíciós erők előrehaladását. Az újbóli elindulás után sikeresen biztosították Kerbala városát, amely Bagdad felé egy jelentős város volt, majd az Eufrátesz folyón hidakat verve, az amerikai fegyveres erők immáron akadálymentesen tudtak Bagdad felé haladni. Irak középső részén az 1. tengeri hadosztály közeledett Bagdad keleti részéhez.
Április 9-én Bagdad elesett, véget vetve Szaddám Huszein 24 éves rezsimjének. Az amerikai erők elfoglalták az elhagyott Baasz párti minisztériumokat, ledöntötték Szaddám Huszein szobrát. Ennek a pillanatnak a fényképe a mai napig jelképezi az iraki háborút, és a koalíciós erők győzelmét. Bagdad hirtelen elbukását masszív polgári rendbontás-sorozat követte: ismeretlen csoportok kifosztották az állami és kormányzati épületeket, az Irak Múzeumot, és drasztikusan megnövekedett az elkövetett más köztörvényes bűncselekmények száma is.
A háború inváziós szakaszában (március 20 – április 30 között) a koalíciós erők becslései szerint 9200 iraki személy vesztette életét, becslések szerint ebből 3750 fegyvertelen civil volt. A koalíciós erők 139 amerikai és 33 brit katonát vesztettek el.

## A 2003-as invázió utáni harcok

### 2003: az ellenállás kezdeti szakasza
2003. május 1-jén Bush elnök meglátogatta a USS Abraham Lincoln repülőgép-szállító anyahajót, néhány mérföldnyire nyugatra a kaliforniai San Diegotól. Naplementekor tartotta az országosan is élőben közvetített Mission Complified-ként elhíresült beszédét, ahol kijelentette, hogy az Egyesült Államok megnyerte a háborút és, hogy az iraki katonai erők jelentős részének legyőzése miatt lezárultak a kiemeltebb iraki hadműveletek, de közben fenntartotta azt is, hogy még sok a tennivaló a megszállt Irakban.
A háború kezdetén úgy tűnt, a koalíciós erők villámgyors győzelmet aratnak, a néhány hét alatt legyőzött iraki reguláris hadsereg helyét azonban fokozatosan felkelő gerillacsoportok vették át, amelyek hatékonyan vették fel a küzdelmet a megszállókkal szemben. A lázadók a központi hatalom meggyengülése miatt kialakult zűrzavarban mintegy 250 ezer tonna hadianyagot vittek el a katonai raktárakból. Irakban eluralkodott a káosz. A szélsőséges iszlamista csoportok megerősödtek, mindennapossá váltak az öngyilkos merényletek.
Az iraki ellenállás nagyrészt a fedayeen és a Saddam/Baasz párt lojalistáiból származott, ám hamarosan a szélsőséges iszlamisták és a megszállás által feldühített irakiak is hozzájárultak a felkeléshez. Három iraki kormányzóságban kiugróan magas volt a támadások száma: ez Bagdad, El-Anbár és Szaláh ed-Dín kormányzóságok voltak. Ennek a három kormányzóságnak a lakossága a 35%-át teszi ki Irak teljes lakosságának. Ennek ellenére 2006 decemberéig az Egyesült Államok katonai haláleseteinek 73%-a és a közelmúltbeli amerikai katonai halálesetek körülbelül a 80%-a ennek a három kormányzóságnak a területén történt.
A felkelők különféle gerilla taktikákat és ágyúkat, rakétákat, öngyilkos merényleteket, mesterlövészeket, pokolgépeket (IED), autóba rejtett bombákat, kézi lőfegyvereket és RPG-ket, használtak, valamint sok szabotázs akciót hajtottak végre a kőolaj-, víz- és elektromos létesítmények ellen.
Az invázió utáni Irak koalícióval való együttműködése a Szaddám-rezsim bukása után kezdődött el. A koalícióban részt vevő országok és az Egyesült Nemzetek Szervezete egy stabil, együttműködő, demokratikus állam létrehozására törekedtek, amely képes megvédeni magát a nem koalíciós erők támadásaitól, és megszüntetni a belső megosztottságot.
Eközben a koalíciós erők több hadműveletet indítottak a Tigris-folyó környékén és a szunnita háromszögben. Hasonló műveletek sorozatát indították a nyár folyamán a szunnita háromszögben. 2003 végén a lázadók által elkövetett támadások intenzitása és üteme folyamatosan növekedni kezdett.
Ennek a támadásnak a leküzdésére a koalíciós erők az invázió vége óta először vetették be újra a légierőt és a tüzérséget, a gyanús rejtekhelyeket és az ellenség tüzérségi pozícióit megcélozva. Ellenőrizték a fő útvonalakat, járőröztek és felléptek az ellenséges lázadók ellen. Ezenkívül két falut, köztük Szaddam szülõhelyét, Al-Auja-t és Abu Hishma kisvárosát szögesdróttal körülvették és gondosan őrizték.

### Az Ideiglenes Koalíciós Hatóság és az Iraq Survey Group
Röviddel az invázió után a többnemzeti koalíció létrehozta az Ideiglenes Koalíciós Hatóságot (CPA; arabul: سلطة الائتلاف الموحدة), amely az ún. „Zöld Övezetben” működött, Irak demokratikus, átmeneti kormányának létrehozásáig. Az Egyesült Nemzetek Biztonsági Tanácsának 1483-as számú (2003. május 22-i) határozatára és a háborús törvényekre hivatkozva a CPA az iraki kormány felett végrehajtó, törvényhozó és igazságügyi hatalommal rendelkezett a CPA létrehozásának időpontjától (2003. április 21-től) a feloszlatásáig (2004. június 28.).
A CPA-t eredetileg Jay Garner volt amerikai katonatiszt vezette, de kinevezése csak 2003. május 11-ig tartott, amikor Bush elnök helyette L. Paul Bremer-t. nevezte ki. 2003. május 16-án, első munkanapján Paul Bremer kiadta az 1. Ideiglenes Koalíciós Hatósági Rendeletet, hogy kizárja az új iraki kormányt és a Baasz párt adminisztrációjának tagjait. Ez a „debaaszifikációnak” nevezett politika végül 85 000–100 000 iraki elbocsátását eredményezte a munkahelyükről, köztük 40 000 iskolai tanárnak mondtak fel, akik csatlakoztak a Baasz Párthoz, munkájuk megtartása érdekében. Ricardo Sanchez, az amerikai hadsereg tábornoka katasztrofális kudarcnak nevezte a döntést. Bremer a CPA 2004. júniusi feloszlatásáig szolgált vezetőként.
2003 májusában, a CPA-n belüli Iraki Védelmi Minisztérium tanácsadója, Walter B. Slocombe a háború előtti Bush-politika megváltoztatását és az ellenségeskedés megszűnése után a volt iraki hadsereg alkalmazását javasolta. Abban az időben több ezer olyan iraki katona volt, akiknek hónapok óta nem fizettek bért, és a CPA-ra vártak, hogy visszakaphassák a munkájukat Irak biztonságának és újjáépítésének elősegítése érdekében. A CPA-n belül dolgozó amerikai katonai személyzet tanácsai ellenére, Bremer videokonferencia keretei között beszélt Bush elnökkel és felhatalmazást kért az Egyesült Államok iraki politikájának megváltoztatására. Bush felhatalmazást adott Bremernek és Slocombe-nak a háború előtti időszakra jellemző iraki politika megváltoztatására. Slocombe 2003. tavaszán jelentette be a változtatást az Egyesült Államok Irakkal szembeni politikájában. A bejelentés miatt több ezer volt iraki katona csatlakozott a különféle felkelő mozgalmakhoz. Az iraki hadsereg feloszlatására vonatkozó rendelet előtti héten egyetlen koalíciós erőkhöz tartozó katonát sem öltek meg ellenállók Irakban. Ezzel szemben egy héttel később öt amerikai katona meghalt. Ezek után 2003. június 18-án a koalíciós erők tüzet nyitottak a Bagdadban tiltakozó volt iraki katonákra, akik köveket és különböző tárgyakat dobáltak a koalíciós erők katonái felé. Az iraki hadsereg feloszlatására vonatkozó célkitűzést a Koalíciós Hatóság csak néhány nappal a végrehajtása után változtatta meg, de már túl késő volt; az egykori iraki hadsereg megszüntette az együttműködést a CPA-val, és az Ideiglenes Koalíciós Hatóság és a koalíciós erők elleni fegyveres ellenállás csoportosulásaival kezdtek el kollaborálni.
Egy másik csoport, amelyet az invázió után a koalíciós erők hoztak létre, az ezernégyszáz tagot számláló, nemzetközi Iraq Survey Group (ISG) volt, amely tényfeltáró missziót végzett az iraki tömegpusztító fegyverek megtalálására. 2004-ben az ISG „Duelfer” jelentése szerint Irak nem rendelkezett tömegpusztító fegyverekkel.

### A volt iraki kormány tagjainak és vezetőinek elfogása
2003 nyarán a koalíciós erők a korábbi kormány még életben lévő vezetőinek elfogására összpontosítottak. Július 22-én az USA 101. légi hadosztályának és a 20. különleges alakulatának katonái megtámadták Szaddam Huszein fiait (Uday és Qusay) és az egyik unokáját. Összességében a korábbi kormány több mint 300 vezetőjét meggyilkolták vagy elfogták, valamint velük együtt számos alacsonyabb jelentőségű tisztviselőt és katonai vezetőt.
A legfontosabb, hogy Szaddam Husszeint 2003. december 13-án elfogták a Tikrit közelében lévő farmon, a „Red Dawn” művelet során. A műveletet az Egyesült Államok Hadseregének 4. Gyalogos Hadosztály és a 121. különleges alakulat tagjai hajtották végre. Szaddam tartózkodási helyét családtagjaitól és korábbi testőreitől tudták meg.
Szaddam elfogásával és a lázadók általi támadások számának csökkenésével néhányan arra a következtetésre jutottak, hogy a koalíciós erők kezelni tudják a felkelés okozta háborús helyzetet. Az ideiglenes kormány elkezdte az ország rendőrségének szánt új Iraki Biztonsági Erők kiképzését.

## A háborúban résztvevő országok

### A „hajlandók koalíciója”

Az eredeti „hajlandók koalíciója”

Körülbelül 100 000 katona és tengerészgyalogos az USA-ból, 26 000 Nagy-Britanniából, kisebb csapatok több másik országból állomásoztattak csapatokat Kuvaitban a háború megkezdéséhez. Északi frontot is akartak nyitni, de Törökország visszautasította területeinek használatát, miután az USA nem járult hozzá, hogy a török haderőt iraki területen a kurdok ellen bevessék.
A legtöbb ország csak az invázió után küldött csapatokat Irakba.
Ezeket az erőket elnevezték a „hajlandók koalíciójának” (Coalition of the Willing), ennek Magyarország is tagja volt.

### Tagok a jelenleg a helyszínen lévő létszám sorrendjében
- Amerikai Egyesült Államok

### Tagok, amelyek már kivonultak

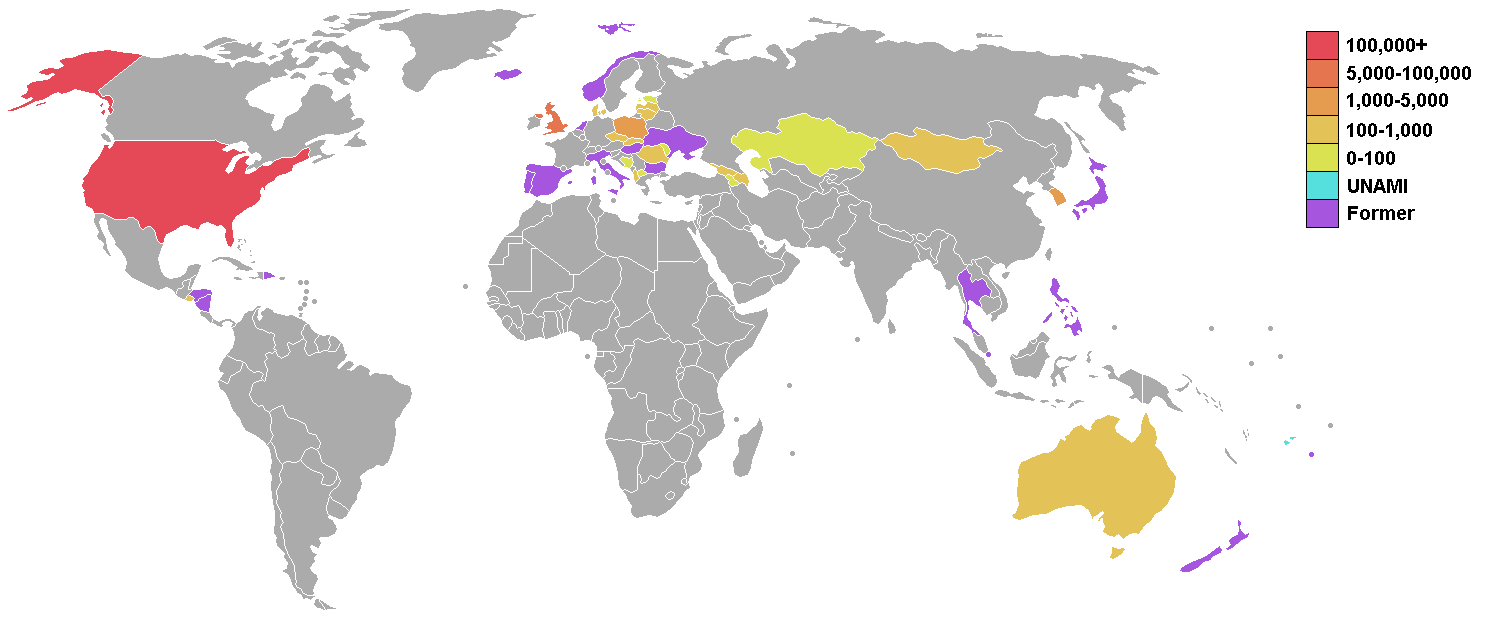
A 2006-ban csapatokat állomásoztatók

| - Egyesült Királyság - Olaszország - Dél-Korea - Ausztrália - Lengyelország - Románia - Grúzia - Dánia - Salvador - Azerbajdzsán - Mongólia - Albánia - Lettország - Litvánia - Csehország - Örményország - Bosznia-Hercegovina - Észtország - Észak-Macedónia - Kazahsztán | - Kanada - Japán - Bulgária - Ukrajna - Nicaragua - Spanyolország - Honduras - Norvégia - Dominikai Köztársaság - Fülöp-szigetek - Thaiföld - Magyarország - Új-Zéland - Portugália - Szingapúr - Hollandia - Moldova - Tonga - Izland - Szlovákia |

### ENSZ segédcsapatok (UNAMI)
- Grúzia
- Fidzsi-szigetek
- Románia

### Aziraki haderő
Az iraki haderő létszámát csak becsülni lehet. Körülbelül 389 000 rosszul felszerelt katona (350 000 gyalogos, 2000 haditengerész, 20 000 légierős, 17 000 légvédelmis), Fedayeen Saddam hadserege 44 000 fő és 650 000 tartalékos. Az iraki légierő és haditengerészet gyakorlatilag nem játszott szerepet a háborúban.

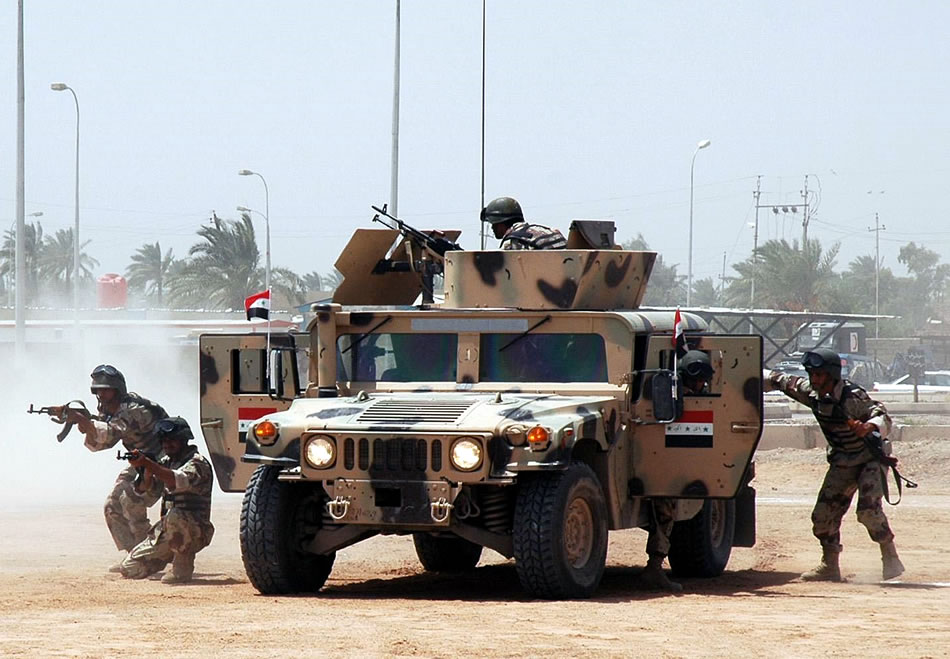
A 6. Iraki Hadsereg (2006. augusztus 14.)

## Áldozatok
Az adatok tartalmazzák mind a háború, mind a megszállás számadatait, összesítve. Tekintve, hogy erőszakos cselekmények valószínűleg a jövőben is történnek majd, az adatok nyilván nem véglegesek.
Az iraki civil áldozatok pontos száma nem ismert, az IBC szerint 186 797–210 166 fő, a WHO 2008. január 9-i jelentése szerint azonban 104 000 és 223 000 között van, a legvalószínűbb becslés 151 000.
Az iraki hadsereg áldozatainak pontos száma nem ismert, közelítő értéke a Pentagon szerint 30 000 fő.
Az amerikai hadsereg 3794 főt veszített 8298 sebesült, orvosi repülőgép-transzport szükséges. 19 469 sebesült, orvosi repülőgép-transzport nem szükséges. Az összes sérült közül 12 537 fő nem tudott 72 órán belül a szolgálatba visszatérni. 7533 főnél kellett nem ellenséges eredetű sérülés miatt orvosi repülőgép-transzport, 21 112 megbetegedés és egyéb orvosi eset.
Nem amerikai szövetséges katonai elhalálozások: 297 fő (Ausztrália 2 fő. Bulgária 13 fő. Csehország 1 fő. Dánia 7 fő. Salvador 5 fő. Észtország 2 fő. Magyarország 1 fő. Olaszország 33 fő. Kazahsztán 1 fő. Lettország 3 fő. Hollandia 2 fő. Lengyelország 21 fő. Románia 3 fő. Szlovákia 4 fő. Dél-Korea 1 fő. Spanyolország 11 fő. Thaiföld 2 fő. Ukrajna 18 fő. Egyesült Királyság 169 fő).
Nem iraki civil áldozatok száma: 201 fő.
2009. június 28-áig 4318 amerikai katona vesztette életét Irakban. 2003 tavasza (az amerikai invázió kezdete) óta, több mint 110 ezer iraki lett áldozata erőszakos cselekménynek.

## Online sajtótermékek az iraki háborúról
- Se ki, se be – három éve megy a fallúdzsai vérszivattyú – Az Origo cikke, 2008. február 3.
- Öt év Irakban – A New York Times interaktív összefoglalója (angolul)

## Fordítás
Ez a szócikk részben vagy egészben  az   Iraq War című angol Wikipédia-szócikk fordításán alapul.  Az eredeti cikk szerkesztőit annak laptörténete sorolja fel. Ez a jelzés csupán a megfogalmazás eredetét és a szerzői jogokat jelzi, nem szolgál a cikkben szereplő információk forrásmegjelöléseként.